# Тадзими
Тадзими (яп. 多治見市 Тадзими-си) — город в Японии, находящийся в префектуре Гифу. Площадь города составляет 91,24 км², население — 110 549 человек (1 июля 2014), плотность населения — 1211,63 чел./км².

## Географическое положение
Город расположен на острове Хонсю в префектуре Гифу региона Тюбу. С ним граничат города Токи, Кани, Сето, Касугаи, Инуяма.

## Население
Население города составляет 110 549 человек (1 июля 2014), а плотность — 1211,63 чел./км². Изменение численности населения с 1980 по 2005 годы:
| 1980 | 87 812 чел.  |  |
| 1985 | 97 867 чел.  |  |
| 1990 | 106 213 чел. |  |
| 1995 | 113 079 чел. |  |
| 2000 | 115 740 чел. |  |
| 2005 | 114 876 чел. |  |

## Символика
Деревом города считается Magnolia stellata, цветком — Platycodon grandiflorus.